# The Alleviation
The Alleviation è il primo album in studio del gruppo musicale Sworn, pubblicato nel 2007 dalla Twilight.

## Tracce
1. "Alleviation" - 04:57
2. "Heart of Decay" -03:58
3. "Silhouettes of a broken world" - 05:10
4. "Derived" - 01:12
5. "Crow of Passage" - 04:20
6. "Vivid Visions" - 7:23
7. "The Beauty of my Funeral" - 07:02

## Formazione
- Lars Jensen - voce
- Christoffer Kjørsvik - chitarra
- Gøran Myster Hope - chitarra
- Leif Herland - basso
- Tom Ian Rogne Klungland - batteria